# 홍승아
홍승아(1961년 ~ )은 대한민국 대통령비서실 사회수석실 여성가족비서관이다.

## 학력
- 부산혜화여자고등학교 졸업
- 연세대학교 사회학 학사
- 이화여자대학교 대학원 여성학 석사
- 연세대학교 대학원 사회복지학 박사

## 경력
- 한국여성정책연구원 가족평등사회연구실 실장
- 저출산고령사회위원회 정책운영위원
- 공공일자리전문위원회 위원
- 2019년 5월 ~ : 대통령비서실 사회수석실 여성가족비서관